# Larnax grandiflora
Larnax grandiflora är en potatisväxtart som beskrevs av N.W.Sawyer och S.Leiva. Larnax grandiflora ingår i släktet Larnax och familjen potatisväxter. Inga underarter finns listade i Catalogue of Life.